# Haringey
Pronunciação
Haringey é um borough da Região de Londres, na Inglaterra. Sua população é de 267 541 habitantes.